# Grande rivière Swaggin
Grande rivière Swaggin är ett vattendrag i Kanada.   Det ligger i provinsen Québec, i den sydöstra delen av landet, 170 km nordost om huvudstaden Ottawa.
I omgivningarna runt Grande rivière Swaggin växer i huvudsak blandskog. Runt Grande rivière Swaggin är det ganska glesbefolkat, med 23 invånare per kvadratkilometer.